# 國立北洋工學院
国立北洋工学院（英語：National Peiyang Technical Institute），初名曾名北洋大学堂、国立北洋大学，是中国天津大学的前身。

## 历史
1895年10月2日，天津海关道盛宣怀通过直隶总督王文韶，禀奏光绪帝设立新式学堂。光绪帝御笔钦准，成立北洋大学堂，并由盛宣怀任首任督办，在盛宣怀和直隶总督王文韶的参与下，125名新生进入在呑纳学院（博文书院）校址成立的北洋大学堂。
1912年1月，北洋大学堂改名为“北洋大学校”，直属当时的国民政府教育部。
1917年，国民政府教育部对北洋大学与北京大学进行科系调整，北洋大学改为专办工科，法科移并北京大学，按照规定北京大学工科应移并北洋大学。从此，北洋大学进入专办工科时代。从1920年6月起，北洋大学专办工科，设有土木、采矿、冶金三学门；1928年国民政府在教育上试行大学区制时被“降格”为“北平大学第二工学院”，1929年大学区制废止后又称为“国立北洋工学院”；后学门改称系，至1935年北洋工学院设有矿冶、土木、机械、电机共四个系（内分七个工程组）。

## 參见
- 泰顺北洋工学院